# Grande Tour du Lac
La Grande Tour du Lac est une montagne située dans les Alpes du Sud, au bord du lac d'Allos, dans le département français des Alpes-de-Haute-Provence. Elle culmine à 2 745 mètres d'altitude.

## Géographie

### Situation, topographie

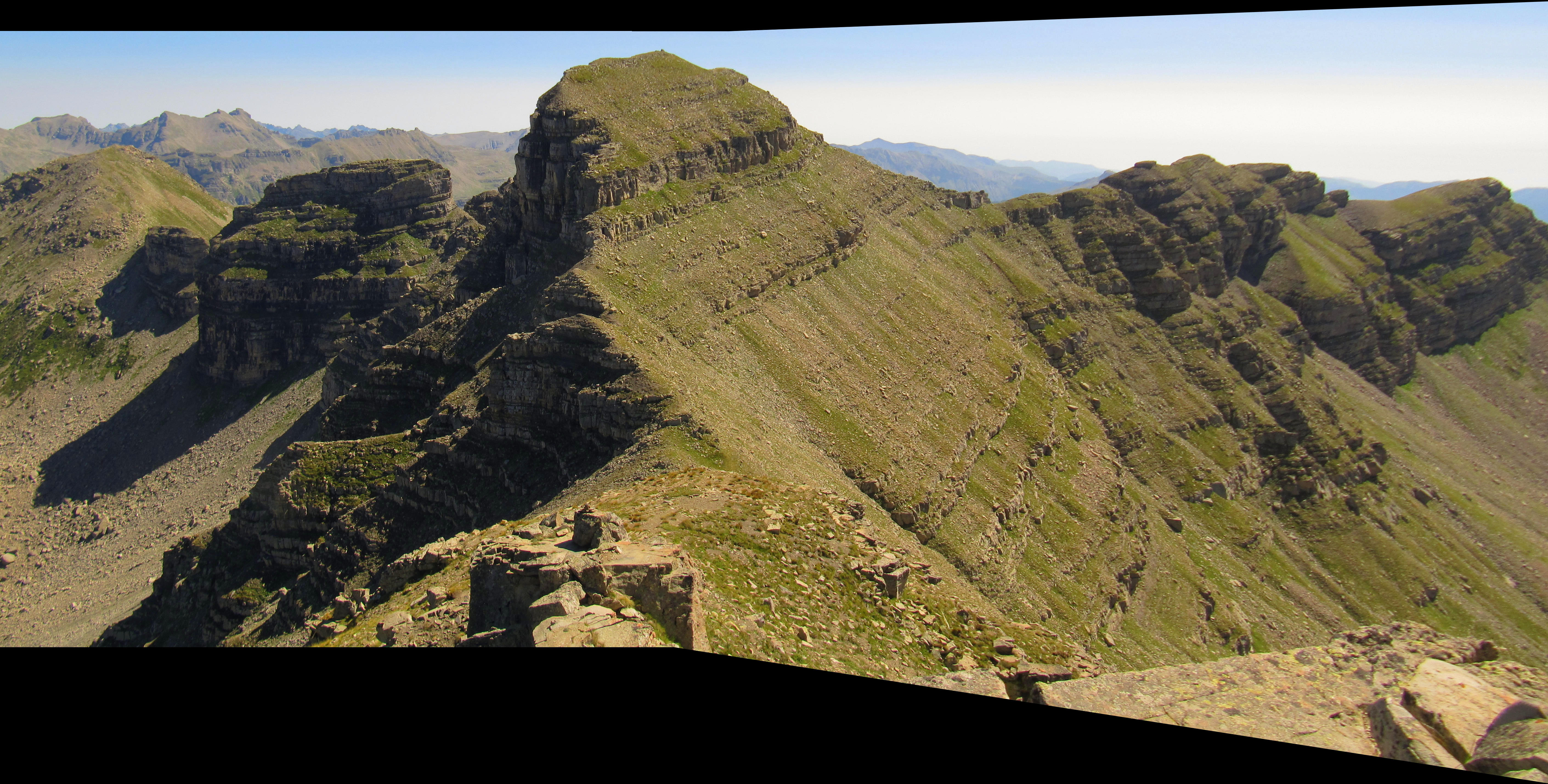
Vue de la Grande Tour depuis la Petite Tour.

La Grande Tour du Lac est un sommet situé dans le département des Alpes-de-Haute-Provence. La limite avec le département des Alpes-Maritimes passe sur son versant oriental. La montagne sépare les hautes vallées du Var à l'est et du Verdon à l'ouest. Surplombant la rive méridionale du lac d'Allos, la Grande Tour fait face au mont Pelat  (3 050 mètres d'altitude).

### Géologie
La Grande Tour du Lac se situe dans le massif du Pelat où domine le grès. Elle est constituée de flysch d'Annot.

### Flore et faune
La Grande Tour du Lac se situe dans le parc national du Mercantour. Il est possible, le long du sentier, d'observer plusieurs espèces végétales et animales propres au milieu alpin.
La Grande Tour du Lac se situant à une altitude en limite de la haute montagne, ses pentes raides et ses falaises sont dépourvues d'arbres. Ses éboulis sont en revanche peuplés de lichen, de joubarbe ainsi que de génépi (dont la cueillette est strictement réglementée).
La topographie de la Grande Tour d'Allos (falaise et éboulis rocheux) est propice à l'habitat du bouquetin des Alpes. Pour les oiseaux il est possible d'apercevoir, dans l'alpage que surplombe le col de l'Encombrette, une population de traquets motteux. Les falaises et les courants d'air quant à eux attirent les grands rapaces comme l'aigle royal ou le vautour fauve. Toutes ces espèces se situant dans la zone cœur du parc naturel du Mercantour, leur chasse est rigoureusement interdite.

## Ascension

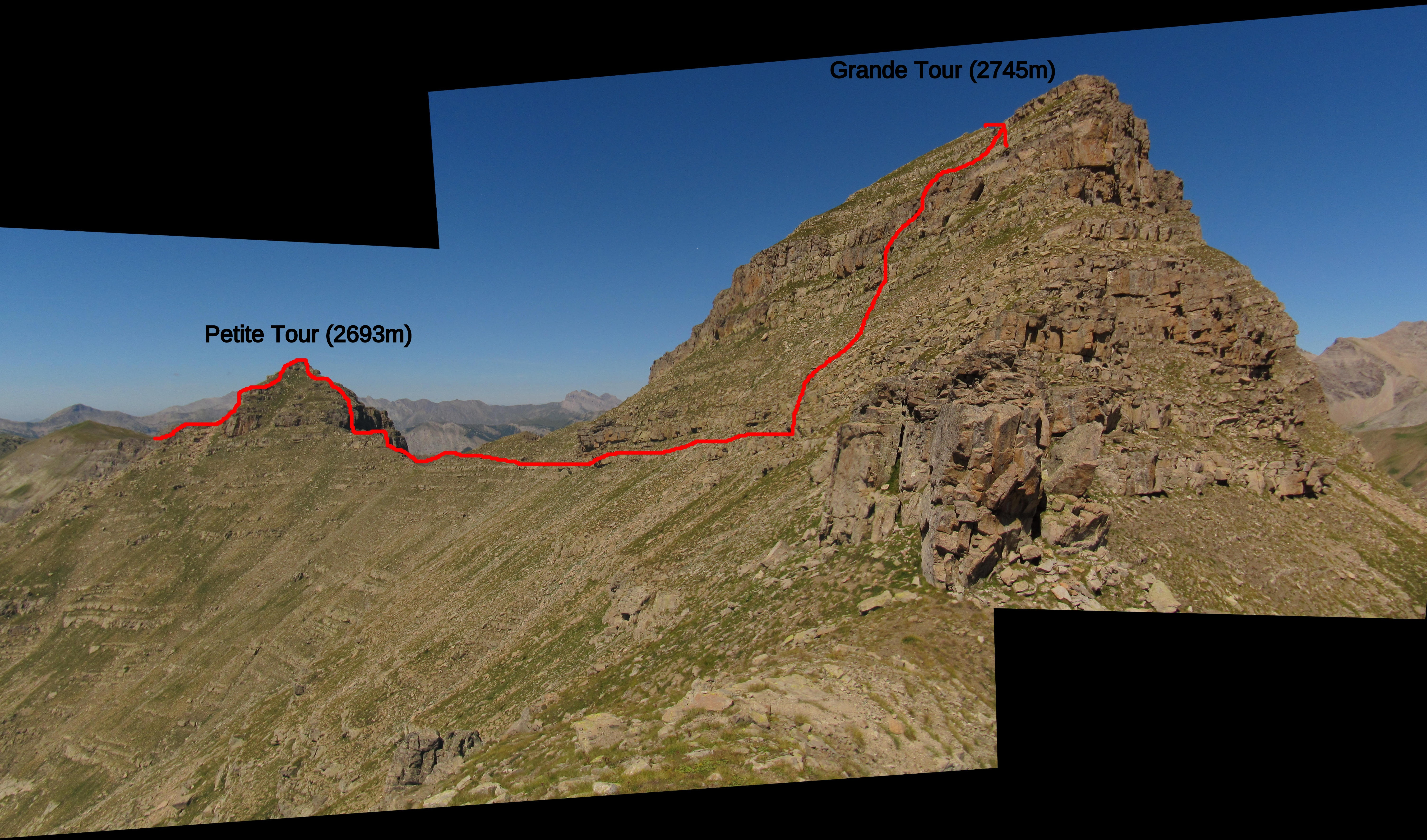
Vue de la face sud de la Grande Tour depuis le col Rond et voie d'accès au sommet.

L'ascension du sommet commence généralement à partir du parking du lac d'Allos. On emprunte le sentier qui mène au refuge du lac d'Allos à travers le plateau du Laus (2 127 mètres d'altitude) avant de laisser celui-ci pour prendre au sud un second sentier qui, à travers un éboulis de moraine et un alpage dominant le lac d'Allos à l'ouest, mène au col de l'Encombrette (2 527 mètres d'altitude). De là on laisse le cirque glaciaire de l'Encombrette sur la droite et l'on suit un parcours de crête en direction de l'est jusqu'à atteindre la Petite Tour (2 693 mètres d'altitude). Arrivé à ce premier sommet on peut voir clairement la face sud de la Grande Tour, face par laquelle on termine l'ascension. Le passage vers la Grande Tour se fait en descendant quelques gradins de grès jusqu'à un col séparant la Petite et la Grande Tour. De là on longe une courbe de niveau au pied d'une barre rocheuse qui court le long de la face sud de la Grande Tour en direction du col Rond. Arrivé là on trouve un cairn qui indique, en direction du nord-nord-est, un couloir qui mène au sommet de la Grande Tour à travers une barre rocheuse nécessitant quelques pas d'escalade. Le retour s'effectue par le trajet inverse. Cette ascension, sans être technique, relève de la randonnée alpine. Elle nécessite une bonne connaissance du milieu montagnard.